# Amblyomma calcaratum
Amblyomma calcaratum é uma espécie de carrapato que ocorre no Neotrópico, e sua forma adulta parasita principalmente tamanduás. Formas jovens são encontradas parasitando diversas espécies de aves, principalmente em passeriformes. Sua presença é confirmada no Brasil, Venezuela, Peru, Equador, Paraguai, Colômbia, Costa Rica, Panamá, Belize, Trinidad & Tobago, Guiana Francesa. Sua presença, no estado de São Paulo, no Brasil, foi confirmada por ter sido encontrado em indivíduos de tamanduá-bandeira.